# Livio Lorenzon
Livio Lorenzon est un acteur italien né le 6 mai 1923 à Trieste et mort le 23 décembre 1971 à Latisana.

## Filmographie partielle
- 1959 : Le Veuf
- 1959 : La Terreur des barbares
- 1959 : Le Fils du corsaire rouge
- 1959 : La Grande Guerre  de Mario Monicelli - le sergent Gabarrier
- 1959 : La sceriffa de Roberto Bianchi Montero : Jimmy Jess
- 1960 : Les Nuits de Raspoutine (L'ultimo zar)
- 1960 : Toryok, la furie des barbares (La furia dei barbari)
- 1960 : Les Pirates de la côte (I Pirati della costa) de Domenico Paolella[1]
- 1961 : La Vengeance d'Ursus
- 1962 : Ponce Pilate
- 1962 : La Vengeance du colosse (Marte, dio della guerra) de Marcello Baldi
- 1963 : Zorro et les Trois Mousquetaires (Zorro e i tre moschettieri) de Luigi Capuano
- 1963 : Les Sept Invincibles (Gli invincibili sette) d'Alberto De Martino
- 1964 : Le Grand Défi (Ercole, Sansone, Maciste e Ursus gli invincibili) de Giorgio Capitani
- 1964 : La Vengeance des gladiateurs
- 1964 : Hercule contre les tyrans de Babylone
- 1964 : Frénésie d'été de Luigi Zampa
- 1964 : La Révolte de Sparte (La rivolta dei sette) d'Alberto De Martino -  Nemete
- 1966 : Le Bon, la Brute et le Truand de Sergio Leone - Baker
- 1966 : Les Dollars du Nebraska
- 1966 : Texas Adios
- 1967 : T'as le bonjour de Trinita
- 1967 : Buckaroo ne pardonne pas d'Adelchi Bianchi : Larsch
- 1968 : Fais-moi très mal mais couvre-moi de baisers (Straziami, ma di baci saziami), de Dino Risi
- 1968 : Una forca per un bastardo d'Amasi Damiani : Foster